# Maria Sole
Maria Sole, nome d'arte di Vittoria Solinas (Genova, 3 ottobre 1938) è una cantautrice, attrice e scrittrice italiana che ha avuto il momento di massima notorietà fra gli anni sessanta e i settanta. È moglie del cantautore Armando Stula e sorella dell'attrice Marisa Solinas.

## Biografia
Maria Sole nasce a Genova, città dove la famiglia (di origini sarde il padre, mentre la madre è toscana) gestisce un bar. Esordisce nel mondo dello spettacolo nel 1957 partecipando al concorso di Miss Italia con la fascia di Miss Lecco e Miss Cinema Sardegna. Trasferitasi a Milano, inizia l'attività di attrice sulle orme della sorella Marisa (ha infatti la prima piccola parte in Boccaccio '70, film dove debutta come protagonista la sorella), facendosi notare per la bellezza appariscente, che le procura alcuni lavori come modella per pittori dell'Accademia di Brera e dello scultore Felice Mina. Dei servizi fotografici senza veli su alcune riviste erotiche dell'epoca (ad esempio su Okay for men nº 7 del 1968 e nº 15 del 1969) le procurano una denuncia per atti osceni in luogo pubblico: viene poi assolta con formula piena, per non aver commesso il fatto, con sentenza della Corte d'Appello di Milano.
Recita in spaghetti western come Sangue chiama sangue, soft erotici come Le dieci meraviglie dell'amore e polizieschi come C'era una volta un gangster. Diventa anche la modella preferita dello scultore Francesco Messina, che la raffigurerà in una delle sue opere più note, La Santa Caterina collocata sul lungotevere di Castel Sant'Angelo. Grazie all'incontro con Armando Stula (che diventerà suo marito nel 1970) si accosta alla musica, incidendo alcuni 45 giri tra cui Amo sentirvi, insieme alla sorella e a Stula, che desta particolare scalpore sia per la copertina (in cui i tre appaiono nudi a mezzo busto) sia per la canzone stessa, con un testo con forti allusioni erotiche, che i giornali dell'epoca accostano a Je t'aime... moi non plus, quale suo emulo.
Nel 1969 è al centro di uno scandalo per aver posato nuda all'autodromo di Monza per una rivista, cosa che le procura un'accusa per atti osceni e una condanna. In precedenza aveva posato nuda per i pittori Renato Guttuso, Bruno Cassinari, Renato Marino Mazzacurati ed Ennio Morlotti.
Nel 1970 è protagonista di un fatto di cronaca: è lei infatti che avverte la polizia dopo aver scoperto l'ennesimo tentativo di suicidio di Stula, a seguito dell'esclusione della sua canzone dal Festival di Sanremo 1970 da parte della commissione esaminatrice. L'anno successivo, a causa dell'arresto di Stula per un'accusa di furto, la sua carriera ha una battuta d'arresto. Riprende l'attività nel 1973 allestendo con il marito lo spettacolo Bibbia musicata, che viene presentato con successo al Concorso Internazionale di Singapore, classificandosi al secondo posto; sempre nello stesso anno lo spettacolo viene rappresentato al Festival Internazionale Premio Latina. Alla fine dell'anno i due incidono un 45 giri di beneficenza per i popoli del terzo mondo con due canzoni tratte dallo spettacolo. Continua inoltre l'attività di modella, posando per una decina d'anni per Renato Guttuso.
Nella seconda metà degli anni settanta adotta il nome d'arte di Maria Sole, diventando cantautrice e allestendo alcuni spettacoli di teatro canzone con testi sperimentali, surreali e provocatori, affrontando molto spesso temi come la religione e la sessualità; il primo di essi, nel 1977, è Io, Delon (in cui l'attrice si cala nei panni dell'attore francese Alain Delon). In alcuni di questi spettacoli collabora con il marito, come ad esempio in Giochi proibiti dei marchesi Casati del 1979, ispirato alla vicenda dei marchesi Casati Stampa. Le canzoni degli spettacoli vengono raccolte in alcuni album e 45 giri incisi a cavallo tra gli anni settanta e ottanta. In seguito si ritira dall'attività insieme al marito (che si dedica alla pittura).
Nel 1987 viene coinvolta nella causa giudiziaria legata all'eredità del pittore Renato Guttuso, che si protrarrà per otto anni. Su Guttuso e sul loro lavoro insieme Maria Sole pubblica anche un libro, Io e il Maestro e... I miei anni con Guttuso. Nel 1996 le cronache tornano a parlare di lei per una causa di disconoscimento legale della maternità intentata da Maria Sole verso Susanna, presunta figlia nata nel 1976: la Sole infatti sostiene che la vera madre della ragazza sia una prostituta che, munita della sua carta d'identità, avrebbe partorito in ospedale sotto mentite spoglie. Persa la causa, la cantante farà appello al Presidente della Repubblica, Oscar Luigi Scalfaro, chiedendo la revisione del processo.
Nel 2007 ha pubblicato un album di inediti intitolato La figlia di Dio. Nel corso degli anni duemila è stata oggetto di una riscoperta attraverso internet e la trasmissione radiofonica Il ruggito del coniglio, che l'ha fatta partecipare alla Coppa Rimetti (titolo dato annualmente dalla trasmissione alla peggiore canzone) con il brano Sono io Alain Delon. Al termine della stagione radiofonica il pubblico, tramite voto telefonico, ha fatto vincere Maria Sole.
Il suo ultimo lavoro discografico, La marionetta, è stato pubblicato nel 2018.
Nel 2022 la sua intera discografia è stata pubblicata in streaming e sulle piattaforme digitali; nel 2023 esce il nuovo album, Papexy, con l'etichetta indipendente Talento.

## Discografia

### Discografia come Vittoria Solinas

#### Singoli
- 1969 - Amo sentirvi/Come in uno specchio (CDB, CDB 1137, 7") con Marisa Solinas e Armando Stula
- 1970 - Che ne sarà/Fuggire la giovane età (Kansas, dm 1118, 7") con Armando Stula
- 1971 - Giochi proibiti dei marchesi Casati (Archivak, 7") con Armando Stula
- 1972 - Inno a Dio/Pianto a Isacco e Sara con Armando Stula
- 1974 - Appello alla fame/Che ne sarà (Archivak, 02, 7") con Zaverio Roncalli e Armando Stula
- 1977 - Hitler/Eva Braun (Archivak, 03, 7") con Armando Stula

### Discografia come Maria Sole

#### Album
- 1977 - L'illuminata selvaggia
- 1978 - All'amore
- 1979 - La lettera [senza fonte]
- 1980 - Il mistero
- 1981 - Ma io ti amo
- 2007 - La figlia di Dio
- 2018 - La marionetta
- 2023 - Papexy

#### Singoli
- 1977 - Moi meme pt. 1/Moi meme pt. 2 (Archivak, 04, 7")
- 1978 - Pelo potere/Latrine decorso (Archivak, 06, 7")
- 1978 - Maria Sole e il vecchio nome (Archivak, 7")
- 1979 - Giochi proibiti (Archivak, 10, 7") con Armando Stula
- 1979 - Maria Maria/Sono seduta sul water closet (Archivak, 013, 7")
- 1979 - Il membro felino/La donna Dio no no, no no Signore (Archivak, 014, 7")

## Filmografia
- Boccaccio '70 (1962), regia di Mario Monicelli episodio Renzo e Luciana
- Le dieci meraviglie dell'amore (1968), regia di Sergio Bergonzelli
- Sangue chiama sangue, (1968), regia di Luigi Capuano
- C'era una volta un gangster (1969), regia di Marco Masi

## Libri
- I miei campioni, Kibir Edizioni, 1985
- Io, il maestro e... (i miei anni con Guttuso), Panda Edizioni, 1987
- Io e i Principi, ed. Italia Letteraria, 1988
- La vergine del parto (Io nullipara), ed. Italia Letteraria, 1988
- Gli occhi della memoria, ed. Lalli, 1990
- I miei cari amici, ed. Italia Letteraria, 1994
- Stevan Markovic assassinio impunito, ed. Italia Letteraria, 1996

### Articoli
- Tre film per Vittoria, in Settimana TV, n. 4, 23 gennaio 1966,  p. 9.
- La bellezza non mi ha portato fortuna, in Grand Hotel, n. 5, 5 luglio 1971,  pp. 14-15.
- Quando sto per risollevarmi, il destino mi colpisce più duramente, in Pop, n. 1348, 4 maggio 1972,  p. 3.
- Sir, n. 5, 1969.

### Libri
- Marcello Giannotti, Stula Armando, in L'enciclopedia di Sanremo: 55 anni di storia del festival dalla A alla Z, Gremese Editore, 2005,  p. 202.
- Orio Caldiron e Matilde Hochkofler, Scrivere il cinema. Suso Cecchi d'Amico, Bari, Dedalo, 1988,  p. 129.